# Theo Boschbrug
De Theo Boschbrug (brug 230) is een vaste brug in Amsterdam-Centrum. Hij is genoemd naar de Amsterdamse architect Theo Bosch (1940-1994).
De brug is gelegen in de westelijke kade van de Zwanenburgwal en voert over de Raamgracht. Alhoewel de brug in het oude centrum van de stad ligt zijn er nauwelijks gemeentelijke of rijksmonumenten rondom de brug te vinden; Als gevolg van de sloop van alle bebouwing ten behoeve van de aanleg van de metrobuis van de Oostlijn van de Amsterdamse metro heeft hier op grote schaal nieuwbouw plaatsgevonden aan het einde van de 20e eeuw met als meest opvallende gebouw de Stopera uit 1986 aan de overzijde van de Zwanenburgwal en het door Theo Bosch ontworpen Pentagon uit 1983 aan de noordzijde van de brug. De brug geeft wel een inkijk in de markt van het Waterlooplein, eveneens aan de overkant van de Zwanenburgwal; een rechtstreekse verbinding is er niet.
Er ligt hier al eeuwen een brug. Pieter Bast tekende hier een brug in op zijn plattegrond van 1599 (er waren hier toen nog lege plekken in de bebouwing) en in 1625 deed ook Balthasar Florisz. van Berckenrode dat. Volgens de kaart lag de brug toen in de kade van de Verwers Graft (de Verweryen, thans Zwanenburgwal) over de Verwers Graft (thans Raamgracht), die hier een haakse bocht maakte nabij de Moddermeule Steech. De moderne geschiedenis van de brug begint toen de tekenaar, graveur Elias Spanier (1821-1863) hier de situatie vastlegde. Er lag toen al een liggerbrug. Sindsdien is er weinig veranderd voor wat betreft de brug. Rond 1960 is zij nog vernieuwd voor het destijds relatief schamele bedrag van 24.000 gulden. De vernieuwing maakte deel uit van een pakket aan 43 brugvernieuwingen voor een totaalbedrag van 18 miljoen gulden. De brug is gezien de hoeveelheid zoutschade in de jaren tachtig vermoedelijk opnieuw aangepakt, nadat het Pentagon was opgeleverd.
De brug had als officieuze benaming de Moddermolenbrug, naar de nabij gelegen Moddermolensteeg, die recht voor de brug lag. In april 2016 schrapte de gemeente Amsterdam alle officieuze benamingen van bruggen. Een voorstel uit begin 2017 deze brug te vernoemen naar architect Theo Bosch (1940-1994) werd in december 2017 goedgekeurd en deze naam wordt opgenomen in de Basisadministratie Basisregistraties Adressen en Gebouwen.

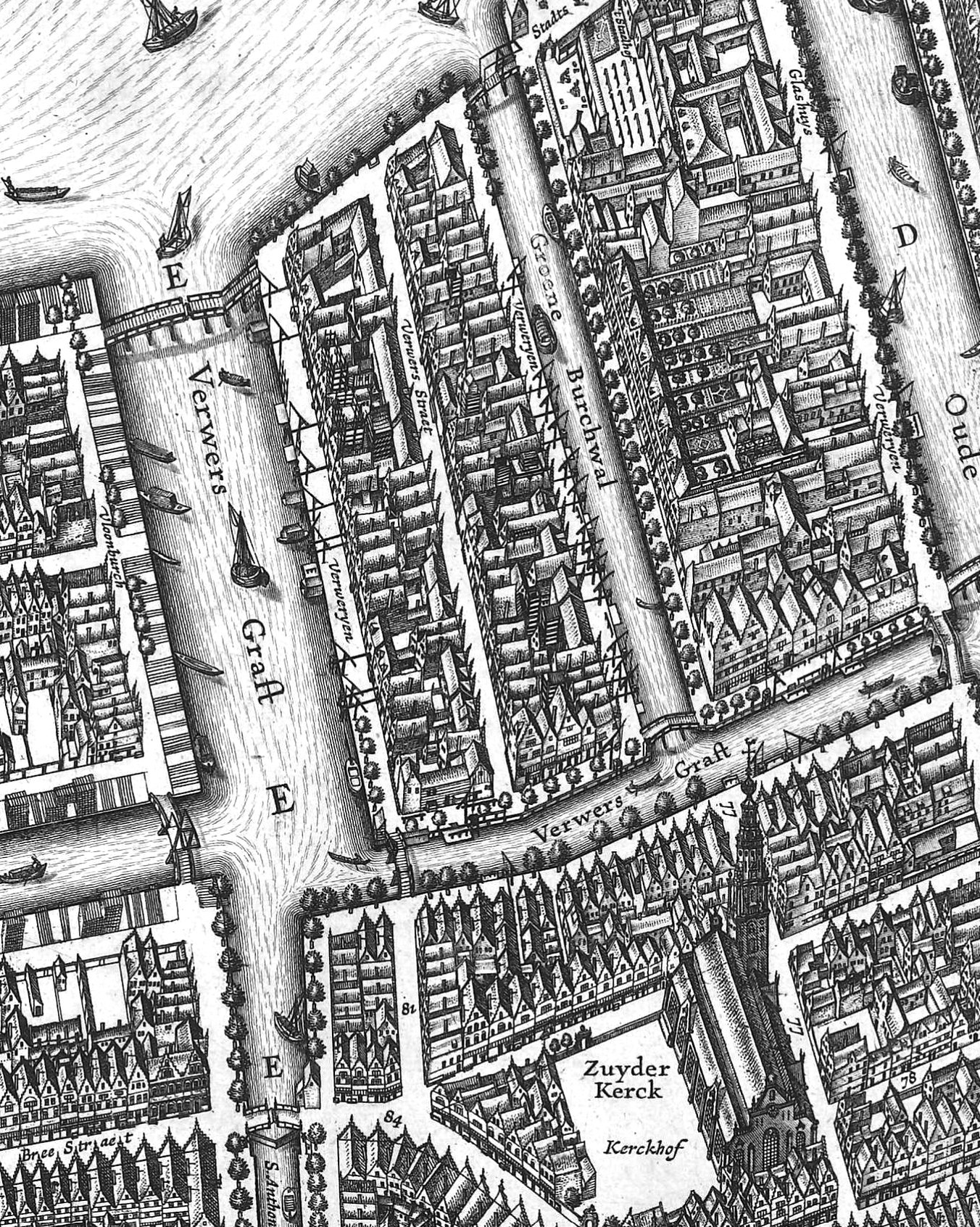
De brug volgens Van Berckenrode in 1625 bij de tweede E van boven; de brug gaat over in de Moddermolensteeg
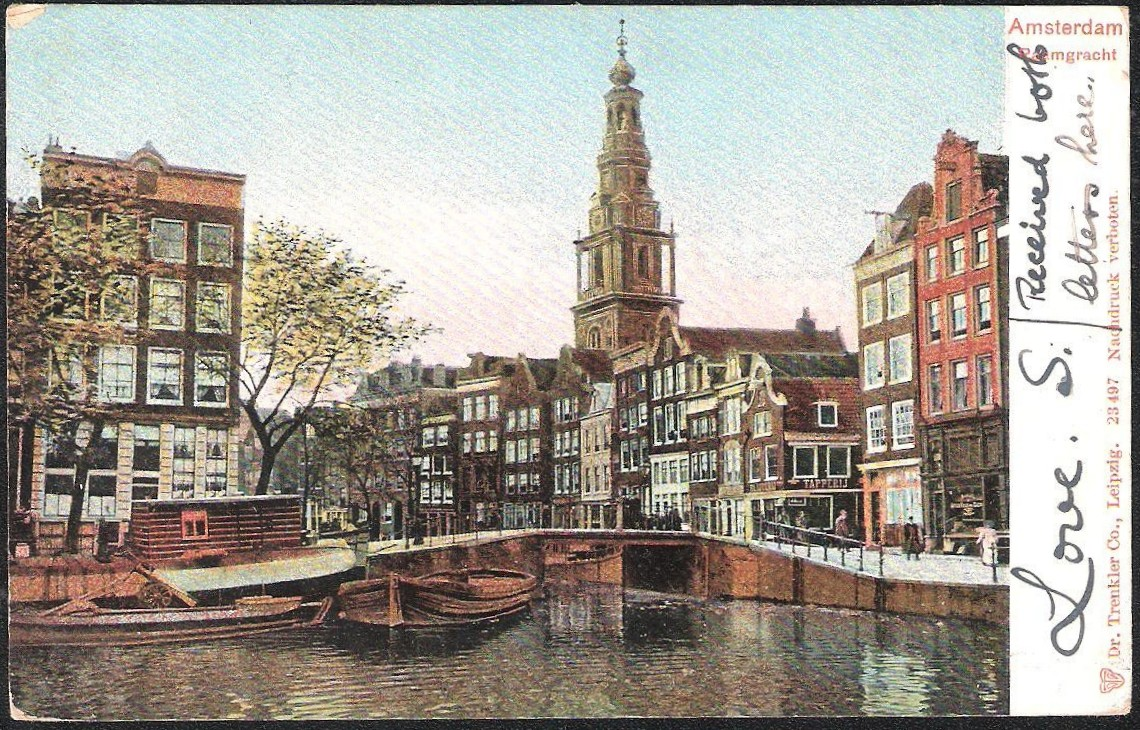
De brug in 1905
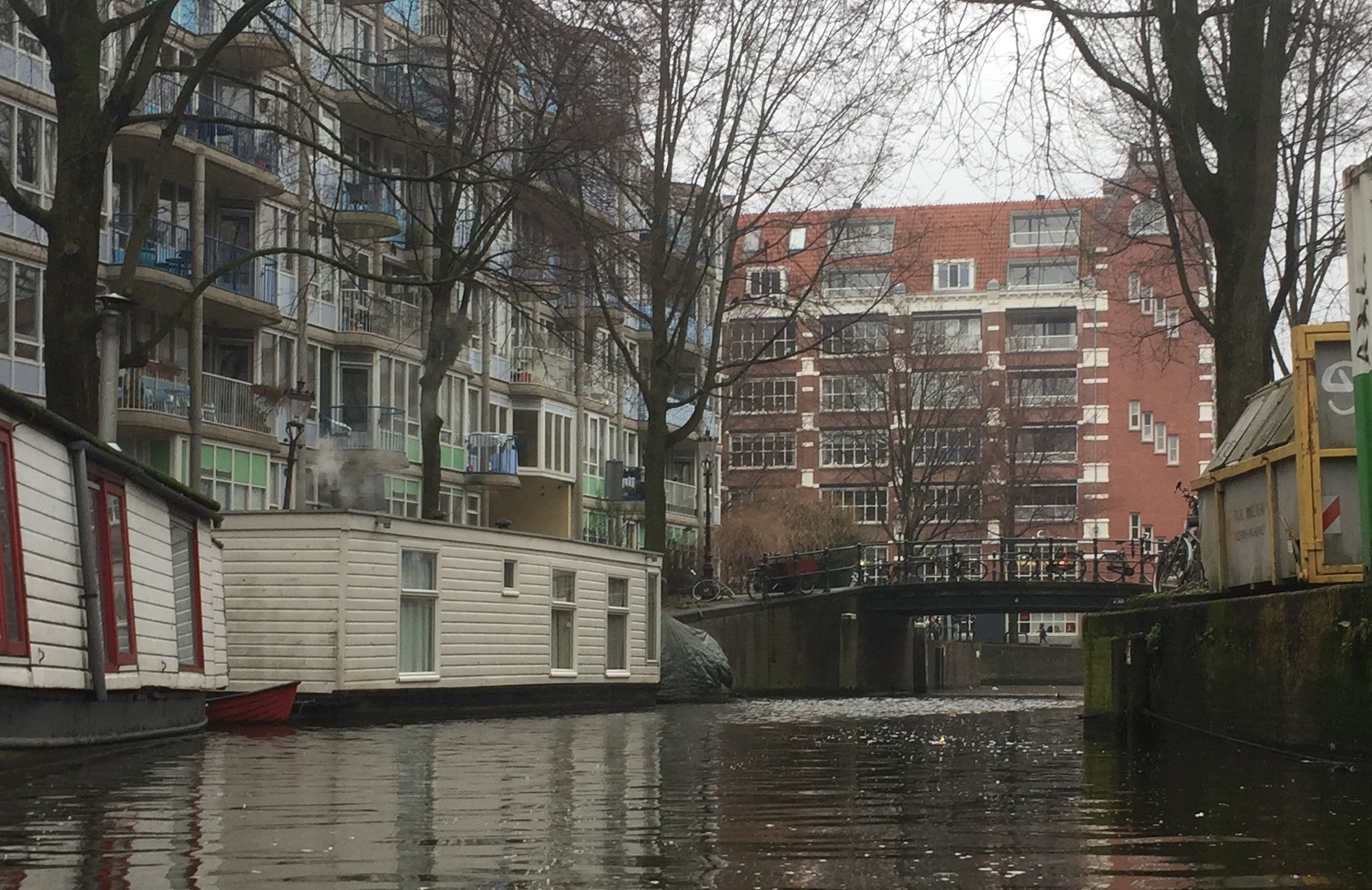
De brug gezien vanaf de Raamgracht naar het Waterlooplein, februari 2017

<<< · 200 · 201 · 202 · 203 · 204 · 205 · 206 · 207 · 208 · 209 ·  210 · 211 · 212 · 213 · 214 · 215 · 216 · 217 · 218 · 220 · 221 · 222 · 223 · 224 · 225 · 226 · 227 · 228 · 228P · 229 · 230 · 231 · 232 · 233 · 234 · 235 · 236 · 237 · 238 · 239 ·  240 · 241 · 242 · 243 · 244 · 245 · 246 · 247 · 248 · 249 ·  250 · 251 · 252 · 253 · 254 · 255 · 256 · 257 · 258 · 259 · 260 · 261 · 262 · 263 · 264 · 265 · 266 · 267 · 270 · 271 · 272 · 273 · 274 · 275 · 277 · 278 · 279 · 280 · 281 · 283 · 285 · 286 · 287 · 288 · 289 · 290 · 291 · 292 · 293 · 295 · 296 · 297 · 298 · 299 · >>>
Brugnummers 219, 268, 269, 276, 282, 284, 294 zijn niet (meer) in omloop.